# Popești (okręg Vrancea)
Popești – wieś w Rumunii, w okręgu Vrancea, w gminie Popești. W 2011 roku liczyła 2312
mieszkańców